# Saint-Léger-sur-Dheune
Saint-Léger-sur-Dheune település Franciaországban, Saône-et-Loire megyében. Lakosainak száma 1554 fő (2022. január 1.). Saint-Léger-sur-Dheune Dennevy, Aluze, Charrecey, Saint-Bérain-sur-Dheune, Saint-Jean-de-Trézy és Saint-Mard-de-Vaux községekkel határos.

## Népesség
A település népessége az elmúlt években az alábbi módon változott:
| Lakosok száma | 1570 | 1566 | 1587 | 1567 | 1567 | 1567 | 1600 | 1576 | 1554 |
|               | 2013 | 2015 | 2016 | 2017 | 2018 | 2019 | 2020 | 2021 | 2022 |